# I Wanna Be Your Man
I Wanna Be Your Man – piosenka napisana przez duet Lennon/McCartney. Piosenka została nagrana osobno przez zespoły The Beatles i The Rolling Stones (wersja The Rolling Stones ukazała się kilka tygodni wcześniej). Utwór został napisany przede wszystkim przez Paul McCartneya, a wykończony przez McCartneya i John Lennona (w rogu pokoju, w którym przebywali członkowie The Rolling Stones Mick Jagger i Keith Richards).
Piosenka ta stała się pierwszym przebojem The Rolling Stones. Zespół wydał tę piosenkę 1 listopada 1963.
The Beatles umieścili swoją wersję piosenki na albumie With the Beatles kilka tygodni po wydaniu przez the Rolling Stones singla „I Wanna Be Your Man”.

## Wersja The Rolling Stones
- Mick Jagger – wokal
- Brian Jones – wokal, gitara slide
- Keith Richards – gitara rytmiczna
- Bill Wyman  – bas
- Charlie Watts  – perkusja

## Wersja The Beatles
- Ringo Starr – wokal, perkusja, marakasy
- John Lennon – wokal wspierający, gitara rytmiczna
- Paul McCartney  – wokal wspierający, bas
- George Harrison  – gitara prowadząca
- George Martin – Organy Hammonda